# Gruta de Trois Frères
Trois Frères (en occità Espeluga deths Tres Hrairs, en català espluga dels Tres Germans) és una  gruta decorada paleolítica que es troba en les proximitats de la petita localitat de Montesquiu Avantés, al departament d'Arieja, regió de Migdia-Pirineus (França). Està situada a una alçada de 465 m. Actualment està tancada al públic per tal de garantir-ne la preservació.

## Descobriment
La gruta va ser descoberta el 20 juliol 1912 pels tres fills del comte de Bégouën, als quals deu el seu nom (Trois Frères significa "Tres Germans"). L'abat, arqueòleg i prehistoriador Henri Breuil (1877-1961) va estudiar en profunditat la caverna i va realitzar una sèrie de dibuixos basant-se en les seves fantàstiques figures.

## Descripció
La gruta és en realitat una extensa xarxa de cavernes decorades amb magnífics gravats i  pintures rupestres del Paleolític superior, en concret del període Magdalenià (17000-10000 aC). És cèlebre, entre altres coses, per la representació de dos éssers meitat home i meitat animal, un fet rar en l'art rupestre. El primer és un gravat conegut com "l'home-bisó", un personatge que reuneix simultàniament les característiques d'un ésser humà i d'un bisó. Sembla estar conduint un ramat d'animals mentre toca un instrument, potser un aeròfon o arc musical. La segona figura, anomenada simplement "el bruixot", està gravada i parcialment pintada en negre. Representa un ésser antropomorf amb cames humanes, òrgans genitals masculins, potes posteriors d'os, cua de cavall, astes i orelles de cérvol, barba de bisó i ulls de mussol. Aquest enigmàtic personatge, que està situat en un lloc gairebé inaccessible, a 4 m d'alçada, per sobre de la resta i dominant l'espai al seu voltant, és el més famós de la cova i ha rebut múltiples interpretacions: un bruixot practicant un ritu màgic, una divinitat de la caça (del tipus "déu banyut") o fins i tot un xaman en trànsit.

## El Tuc d'Audoubert
La gruta de Trois Frères és veïna de la cova del Tuc d'Audoubert, una altra cova prehistòrica del mateix període. Tots dos complexos formen part d'un mateix sistema subterrani i són adjacents, però no estan comunicats. Els dos van ser explorats pel comte Bégouën i els seus fills en la mateixa època. A la cova del Tuc d'Audoubert s'han trobat nombroses eines i peces treballades. La fama de la cova es deu especialment a dos bisons modelats en argila que reposen sobre un bloc de pedra. A prop es troba l'esbós d'un tercer bisó i  petjades de peus humans. Aquest conjunt és una cosa única en l'art paleolític i el seu estat de conservació és excepcional.